# Rapala nemana
Rapala nemana är en fjärilsart som beskrevs av Semper 1890. Rapala nemana ingår i släktet Rapala och familjen juvelvingar. Inga underarter finns listade.